# Таммиксаар, Эрки
Эрки Таммиксаар (род. 1 декабря 1969 года, Вяндра, Эстония) — эстонский историк науки и географ, доктор наук (с 2000). Лауреат трёх национальных премий, включая премию имени Карла Эрнста фон Бэра.
Работает в Тартуском университете и Эстонском университете естественных наук. Много сил и времени посвятил изучению истории полярных исследований. Также познакомил эстоноязычную публику с исследователем Камчатки Карлом Дитмаром, ранее ей практически неизвестным. Хобби: летом рыбалка, зимой — плавание. Женат, имеет детей.